# Железнодорожная линия Санкт-Петербург — Мурманск
Железнодорожная линия Санкт-Петербург — Мурманск — железнодорожная линия длиной 1448 километров, проходит по территориям Республики Карелия (717,9 км), Ленинградской (359,9 км) и Мурманской (370,0 км) областей.

## История

### Строительство отдельных участков
Участок Санкт-Петербург — Званка построен в рамках сооружения Петербургско-Вологодской железной дороги в 1902—1905 годах.
Участок Дубовики — Петрозаводск построен в рамках сооружения Олонецкой железной дороги в 1913—1914 годах.

### Строительство сквозной линии
Первый проект строительства магистрали Петрозаводск — Сорокская бухта и далее к Мурманскому берегу был представлен в правительство Российской империи ещё в 1870-х годах. Однако в связи с крайней дороговизной реализации, строительство регулярно откладывалось.
С началом Первой мировой войны, ввиду большого стратегического значения, в декабре 1914 года Советом министров Российской империи было принято решение о безотлагательном строительстве железной дороги, связывающей Петрозаводск и Мурманский берег, на котором строился новый порт. Стратегическое значение дороги заключалось в обеспечении перевозки военных грузов, поступавших от союзников в порты Белого и Баренцева морей — Сороку, Кандалакшу и Семёновский. В публицистике, сначала западной, а потом и российской, железную дорогу назвали «Вторыми Дарданеллами».
После одобрения 1 января 1915 года императором Николаем II строительства Мурманской железной дороги за счёт казны, было создано Специальное строительное управление Мурманской железной дороги под общим руководством инженера В. В. Горячковского. На участке дороги Петрозаводск — Сорока строительными работами руководил инженер В. Л. Лебедев, на участке Сорока — Мурман — инженер П. Е. Соловьёв.
Среднемесячное количество занятых на строительстве рабочих составляло более 70 тысяч человек. Всего на разных этапах строительства было занято до 170 тысяч человек, среди которых более 100 тысяч составляли крестьяне-отходники, более 40 тысяч — военнопленные австро-венгерской и германской армий, более 2 тысяч — солдаты железнодорожных батальонов. На строительство было завербовано 10 тысяч китайцев из Маньчжурии и две тысячи казахов из Семипалатинской области, а также около 500 канадцев. Рабочим-военнообязанным была предоставлена отсрочка от призыва на фронт. На трассе строительства дороги были открыты 14 лечебных пунктов на 616 коек, в каждом из которых был врач и по 2—3 фельдшера. К августу 1916 года с трассы было эвакуировано свыше 10 тысяч заболевших рабочих, более 600 человек умерли от болезней и травм в лечебных пунктах.
На протяжении строительства дороги (1053 км) было преодолено более 260 км болотных массивов, свыше 110 км скальных выходов, построено более 1100 искусственных сооружений.
3 (16) ноября 1916 года на перегоне между станцией Боярская и перегоном Амбарный, где встретились две партии укладчиков, шедших навстречу друг другу с севера и юга, состоялась торжественная церемония забивки последнего «золотого костыля» Мурманской железной дороги, самого северного в мире железнодорожного пути. Заканчивалась Мурманская железная дорога самой северной на тот период железнодорожной станцией — Мурманск, которая была построена одновременно со строительством мурманской железной дороги и мурманского порта, в 1915 году (в октябре 1916 года на её месте был основан город Романов-на-Мурмане).
Официальный Акт о приёмке во временную эксплуатацию Мурманской железной дороги был подписан 15 ноября 1916 года. В дальнейшем предстояло заменить временные деревянные мосты металлическими и железобетонными, выстроить станционные мастерские, обеспечить станции постоянным водоснабжением, укрепить железнодорожное полотно на некоторых участках. Пропускная способность дороги составляла 60—90 вагонов в сутки, средняя скорость движения составов — 11—12 км/ч.
В полном объёме достроечные работы были завершены после окончания Гражданской войны в России.

### После окончания строительства
В марте 1917 года Мурманской железной дороге передана станция Петрозаводск частной Олонецкой железной дороги. Через месяц Временное правительство целиком выкупило у акционеров Олонецкую железную дорогу и передало её в управление  Мурманской железной дороги. С этого момента дорога стала включена в прямое независимое сообщение с остальными железными дорогами России. Численность постоянных рабочих и служащих дороги составила около 16 500 человек.
15 сентября 1917 года началось регулярное пассажирское движение — от Званки до Мурманска прошёл пассажирский поезд № 3/4.
1 января 1921 года Мурманской железной дороге передана станция Рыбацкое Николаевской железной дороги, таким образом линия Петроград — Мурманск стала главным ходом Мурманской железной дороги (с 1935 года — Кировской железной дороги).
14 ноября 1921 года отряд белофиннов напал на железнодорожный мост через реку Онду на 546-й версте Мурманской железной дороги. Многопролётный мост был сожжён. В течение нескольких дней отряд уничтожил ещё четыре моста. Движение поездов прекратилось. Железнодорожникам III участка, базировавшегося в городе Петрозаводске, поставили ответственную задачу: восстановить путь в течение 24 суток. Железнодорожники справились за 18 суток, что по тем временам было чудом. За самоотверженность и героизм железнодорожников Северного отделения МурЖД наградили орденом Трудового Красного Знамени РСФСР, утверждённым всего за год до событий. Позднее награда числилась за Мурманским регионом. В 1990 году усилиями краеведов её вернули в Петрозаводский регион.
17 мая 1934 года началось движение фирменного курьерского поезда «Полярная стрела».
19 декабря 1936 года принят в эксплуатацию электрифицированный участок Кандалакша — Апатиты.
14 июля 1944 года было восстановлено прерванное Великой Отечественной войной железнодорожное сообщение с Петрозаводском — на станцию с севера пришёл первый поезд.
16 июля 1944 года было восстановлено сквозное движение по главному ходу магистрали.
22 января 1959 года впервые задействована тепловозная тяга: на участке Кемь — Волховстрой скорый поезд № 15 впервые вёл тепловоз
13 июля 1959 года постановлением Совета Министров СССР № 748 «Об укруплении железных дорог» линия стала частью Октябрьской железной дороги.
Летом 1966 на линии началось движение фирменного поезда «Полярный».

## Фотографии
- Поезд заправляется водой (1918 год)
- Финские войска на Кировской ж. д.
- Бараки для военнопленных по Мурманской ж. д.
Фото С. М. Прокудина-Горского, 1915
- Станция, Мурманская железная дорога, 1915 год
- Поезд в Хибинах (1918 год)
- Осмотр пути на дрезине около берега Онежского озера, фото С. М. Прокудина-Горского, 1916 год)